# Nyree Dawn Porter
Nyree Dawn Porter OBE (* 22. Januar 1940 in Napier als Ngaire Dawn Porter; † 10. April 2001 in London, England) war eine neuseeländische Schauspielerin.

## Leben
Porter erhielt von ihren Eltern den Vornamen Ngaire (Māori für „kleine herzförmige Blume“). Sie änderte später ihren Namen in Nyree, wobei es sich um die phonetisch richtige Aussprache ihres eigentlichen Namens handelte. 1958 nahm sie an einem Talentwettbewerb der The Rank Organisation teil und gewann eine Reise nach London. Dort spielte sie Theater und hatte bereits ein Jahr später ihr Debüt am Londoner West-End. Über mehrere Jahrzehnte trat sie auf britischen Bühnen auf und spielte unter anderem in Produktionen von William Shakespeares Was ihr wollt, Neil Simons Wenn mein Schlafzimmer sprechen könnte, Francis Durbridges Deadly Nightcap und Stephen Sondheims Sunday in the Park with George. Ihr Spielfilmdebüt hatte sie 1960 im von Brian Clemens geschriebenen Filmdrama Identity Unknow. Zu ihren weiteren Filmrollen zählen die Terry-Thomas-Komödie Ein Königreich für einen Affen von Robert Day, der Horrorfilm Totentanz der Vampire und die Filmbiografie Hilary & Jackie. Ihre einzige Hauptrolle spielte sie 1963 an der Seite von Charlie Drake und George Sanders in Kein Schloß ist vor ihm sicher.
Bekanntheit und große Popularität erlangte Porter 1967 durch ihre Darstellung der Irene Forsyte in der BBC-Miniserie Die Forsyte-Saga, der mit £250.000 bis dahin teuersten BBC-Produktion. Die auf der  Roman-Trilogie von John Galsworthy basierende Produktion über das Leben der Familie Forsyte, die der oberen Mittelschicht Englands Ende des 19. und Anfang des 20. Jahrhunderts angehört, war nicht nur ein großer Erfolg in Großbritannien. Sie wurde in 26 Länder ausgestrahlt und war die erste an die Sowjetunion verkaufte BBC-Fernsehproduktion. In der Folge wurde Porter 1970 für ihre Verdienste um das britische Fernsehen in den Order of the British Empire aufgenommen und zum Officer ernannt. In der Folge war sie an der Seite von Robert Vaughn in der Krimiserie Kein Pardon für Schutzengel zu sehen, von der 1972 bis 1973 zwei Staffeln produziert wurden. In späteren Jahren war sie nur noch selten in Film und Fernsehen zu sehen.
Porter war zwei Mal verheiratet; ihr erster Mann starb 1970, die zweite Ehe wurde 1987 geschieden. Aus der zweiten Ehe hatte sie eine Tochter (Tassy, * 1975).

## Filmografie (Auswahl)

### Film
- 1961: Man at the Carlton Tower
- 1962: Ein Königreich für einen Affen (Operation Snatch)
- 1963: Kein Schloß ist vor ihm sicher (The Cracksman)
- 1971: Totentanz der Vampire (The House That Dripped Blood)
- 1974: Die Tür ins Jenseits (From Beyond the Grave )
- 1998: Hilary & Jackie (Hilary and Jackie)

### Fernsehen
- 1961: Mit Schirm, Charme und Melone (The Avengers)
- 1961: Geheimauftrag für John Drake (Danger Man)
- 1964: Simon Templar (The Saint)
- 1967: Die Forsyte Saga (The Forsyte Saga)
- 1972–1974: Kein Pardon für Schutzengel (The Protectors)
- 1976: Task Force Police (Softly Softly: Task Force)
- 1980: Die Mars-Chroniken (The Martian Chronicles)